# Seyssuel
Seyssuel és un municipi francès situat al departament de la Isèra i a la regió d'Alvèrnia-Roine-Alps. L'any 2007 tenia 1.959 habitants.

## Demografia

### Població
El 2007 la població de fet de Seyssuel era de 1.959 persones. Hi havia 710 famílies de les quals 120 eren unipersonals (44 homes vivint sols i 76 dones vivint soles), 271 parelles sense fills, 299 parelles amb fills i 20 famílies monoparentals amb fills.
La població ha evolucionat segons el següent gràfic:
Habitants censats

### Habitatges
El 2007 hi havia 745 habitatges, 712 eren l'habitatge principal de la família, 15 eren segones residències i 18 estaven desocupats. 674 eren cases i 70 eren apartaments. Dels 712 habitatges principals, 592 estaven ocupats pels seus propietaris, 107 estaven llogats i ocupats pels llogaters i 13 estaven cedits a títol gratuït; 7 tenien una cambra, 21 en tenien dues, 45 en tenien tres, 172 en tenien quatre i 467 en tenien cinc o més. 617 habitatges disposaven pel capbaix d'una plaça de pàrquing. A 225 habitatges hi havia un automòbil i a 455 n'hi havia dos o més.

### Piràmide de població
La piràmide de població per edats i sexe el 2009 era:
| Homes | Edats   | Dones |
| ----- | ------- | ----- |
| 0     | 95 o +  | 0     |
| 0     | 90 a 94 | 4     |
| 4     | 85 a 89 | 4     |
| 8     | 80 a 84 | 12    |
| 20    | 75 a 79 | 24    |
| 36    | 70 a 74 | 20    |
| 40    | 65 a 69 | 44    |
| 40    | 60 a 64 | 60    |
| 76    | 55 a 59 | 44    |
| 104   | 50 a 54 | 100   |
| 52    | 45 a 49 | 80    |
| 80    | 40 a 44 | 68    |
| 64    | 35 a 39 | 88    |
| 60    | 30 a 34 | 52    |
| 64    | 25 a 29 | 48    |
| 32    | 20 a 24 | 40    |
| 72    | 15 a 19 | 60    |
| 76    | 10 a 14 | 80    |
| 60    | 5 a 9   | 88    |
| 56    | 0 a 4   | 20    |

## Economia
El 2007 la població en edat de treballar era de 1.251 persones, 854 eren actives i 397 eren inactives. De les 854 persones actives 810 estaven ocupades (434 homes i 376 dones) i 44 estaven aturades (18 homes i 26 dones). De les 397 persones inactives 134 estaven jubilades, 128 estaven estudiant i 135 estaven classificades com a «altres inactius».

### Ingressos
El 2009 a Seyssuel hi havia 726 unitats fiscals que integraven 2.014,5 persones, la mediana anual d'ingressos fiscals per persona era de 23.969 €.

### Activitats econòmiques
Dels 130 establiments que hi havia el 2007, 2 eren d'empreses extractives, 7 d'empreses de fabricació d'altres productes industrials, 20 d'empreses de construcció, 31 d'empreses de comerç i reparació d'automòbils, 12 d'empreses de transport, 5 d'empreses d'hostatgeria i restauració, 3 d'empreses d'informació i comunicació, 9 d'empreses financeres, 9 d'empreses immobiliàries, 21 d'empreses de serveis, 7 d'entitats de l'administració pública i 4 d'empreses classificades com a «altres activitats de serveis».
Dels 24 establiments de servei als particulars que hi havia el 2009, 6 eren tallers de reparació d'automòbils i de material agrícola, 1 taller d'inspecció tècnica de vehicles, 5 paletes, 1 guixaire pintor, 5 fusteries, 1 lampisteria, 1 empresa de construcció, 2 restaurants, 1 agència immobiliària i 1 saló de bellesa.
Dels 3 establiments comercials que hi havia el 2009, 1 era una botiga d'electrodomèstics, 1 un drogueria i 1 una floristeria.
L'any 2000 a Seyssuel hi havia 12 explotacions agrícoles que ocupaven un total de 306 hectàrees.

## Equipaments sanitaris i escolars
El 2009 hi havia 1 escola maternal i 1 escola elemental. Seyssuel disposava d'un col·legi d'educació secundària amb 730 alumnes.

## Poblacions més properes
El següent diagrama mostra les poblacions més properes.